# Campanula eugeniae
Campanula eugeniae är en klockväxtart som beskrevs av Andrej Aleksandrovitj Fjodorov. Campanula eugeniae ingår i släktet blåklockor, och familjen klockväxter. Inga underarter finns listade i Catalogue of Life.